# Keshoraipatan
Keshoraipatan (o Kesoraipatan, Keshorai Patan) è una suddivisione dell'India, classificata come municipality, di 21.119 abitanti, situata nel distretto di Bundi, nello stato federato del Rajasthan. In base al numero di abitanti la città rientra nella classe III (da 20.000 a 49.999 persone).

## Geografia fisica
La città è situata a 25° 18' 0 N e 75° 55' 60 E e ha un'altitudine di 250 m s.l.m..

## Società

### Evoluzione demografica
Al censimento del 2001 la popolazione di Keshoraipatan assommava a 21.119 persone, delle quali 11.065 maschi e 10.054 femmine. I bambini di età inferiore o uguale ai sei anni assommavano a 3.433, dei quali 1.823 maschi e 1.610 femmine. Infine, coloro che erano in grado di saper almeno leggere e scrivere erano 12.595, dei quali 7.789 maschi e 4.806 femmine.